# Trisobbio
Trisobbio (piemontesisch Tërseubi) ist eine norditalienische Gemeinde in der Provinz Alessandria (AL), Region Piemont.

## Lage und Einwohner
Die Gemeinde Trisobbio liegt 33 Kilometer südlich von der Provinzhauptstadt Alessandria auf einer Höhe von 341 m über dem Meeresspiegel. Das Gemeindegebiet umfasst eine Fläche von 9,4 km² und hat 647 (Stand 31. Dezember 2023) Einwohner.
Die Nachbargemeinden sind Carpeneto, Cremolino, Montaldo Bormida, Morsasco, Orsara Bormida, Ovada und Rocca Grimalda.

### Verkehrsanbindung

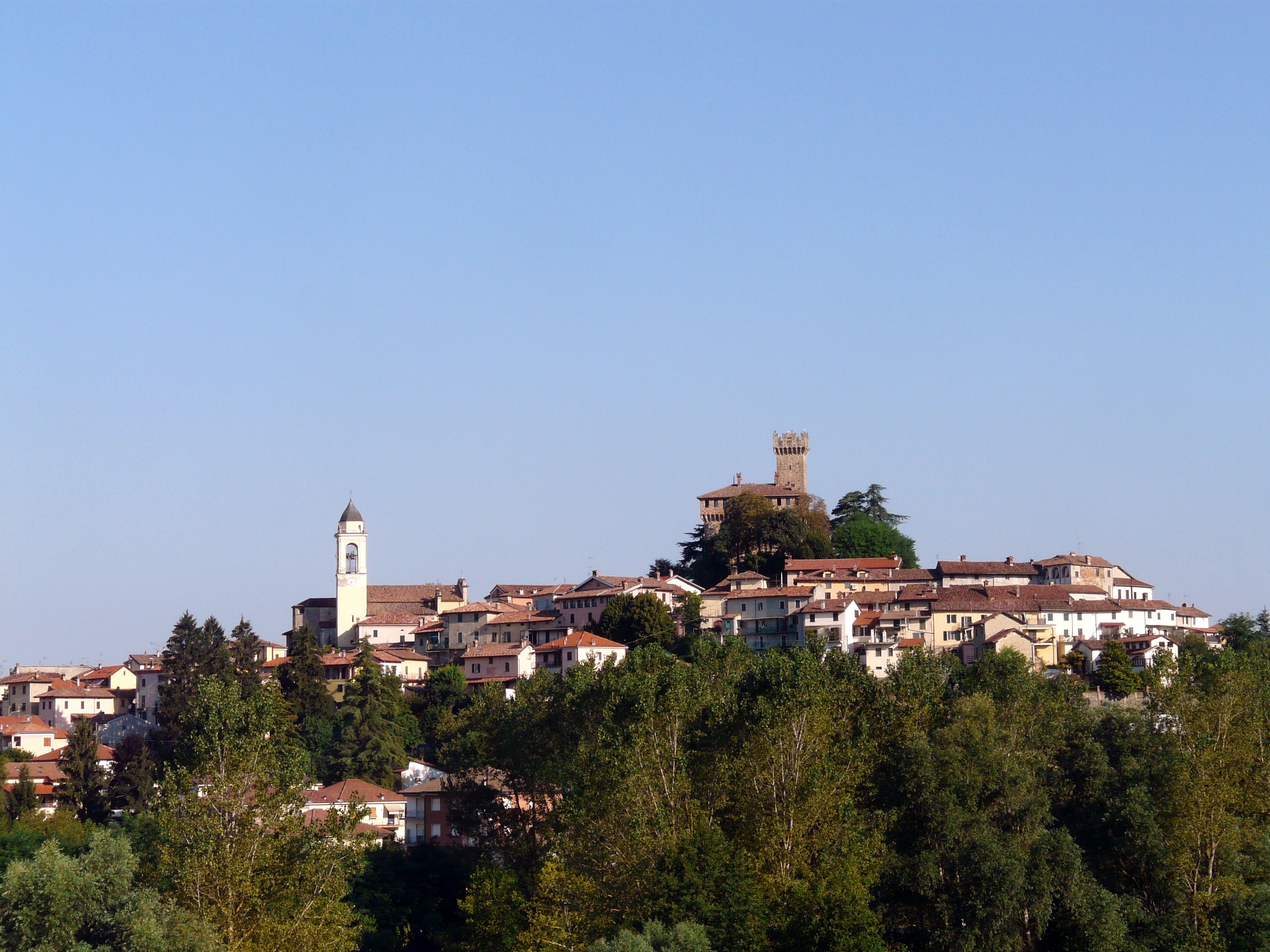
Ansicht von Trisobbio

Der nächstgelegene Autobahnanschluss liegt im knapp 9 km entfernten Ovada. Mit der Autostrada A26 hat man Verbindung nach Genua, Mailand und Turin. Mit dem knapp 6 km entfernten Bahnnof Prasco-Cremolino hat die Gemeinde Anschluss an die Bahnstrecke Asti–Genua.

## Geschichte

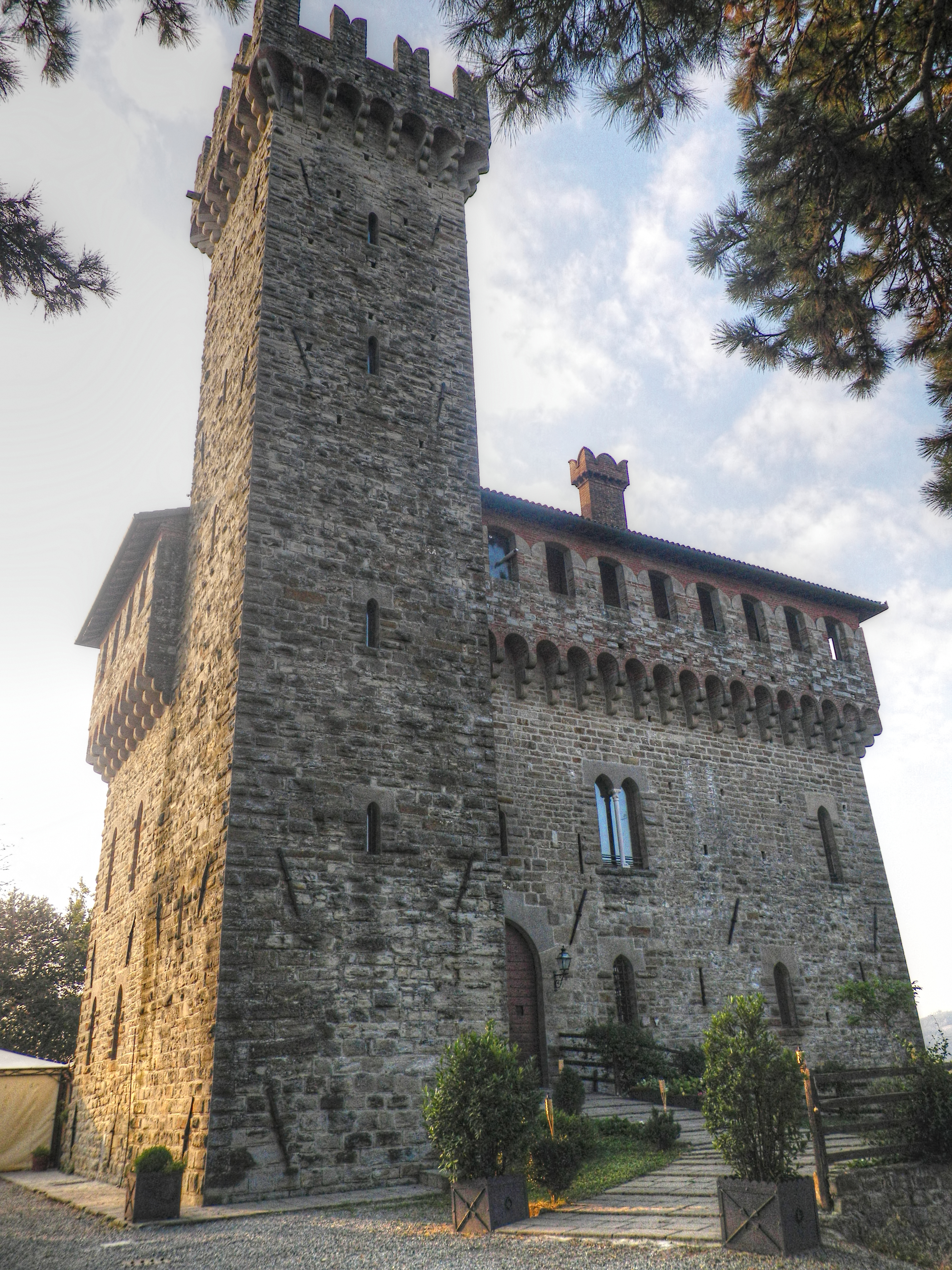
Das Schloss von Trisobbio

Der Ortsname ist seit 1041 durch die Formen „Trisobius“, „Trexobius“ und „Terzobio“ belegt. Die Siedlung ist vermutlich römischen Ursprungs und wird durch die Legende der zehn kolonisierenden Brüder mit der Siedlung im nahegelegenen Strevi in Verbindung gebracht. Der Legende nach gründeten sieben von ihnen im betrunkenen Zustand Strevi und die anderen drei schenkten Trisobbio das Leben.
Im Mittelalter unterstand es der Kirche von Acqui, die es zu gleichen Teilen an die Markgrafen von Occimiano und die von Bosco abtrat. Im Jahr 1198 ging der Landanteil der Familie Occimiano an die Gemeinde Alessandria über und die Familie del Bosco trat ihren Anteil an die Republik Genua ab. Im Jahr 1224 übergab Andalone von Bologna, der genuesische Podestà, es erneut an die Markgrafen von Bosco, die die Herrschaft bis zur Besetzung durch die Alexandriner behielten. Im Jahr 1227 erlangte die Familie del Bosco den Besitz des Lehens zurück und übertrug die Leitung an Ugo di Rossiglione. Etwa fünfzehn Jahre später beschloss Friedrich II., es an die Markgrafen von Occimiano abzutreten, doch Bonifatius von Monferrato, der in den Besitz des Schlosses gelangt war, zwang ihn, die Übertragung rückgängig zu machen.
Die Familie Monferrato regierte die Stadt mehrere Jahrhunderte lang, bis im Jahr 1535 die Familie Spinola aus Genua die Herrschaft übernahm, zunächst unter der Schirmherrschaft Mantuas und dann der Savoyer.

## Sehenswürdigkeiten
- Das auf den Fundamenten des alten Schlosses wiederaufgebaute Schloss[2], von dem nur noch der Turm erhalten ist. Im 20. Jahrhundert wurde es massiv ausgebaut und ist heute ein Hotel mit Restaurant.[3]
- Die Pfarrkirche im Barockstil.

## Gemeindepartnerschaft
- Mescoules

## Kulinarische Spezialitäten
In Trisobbio werden Reben des Dolcetto für den Dolcetto d’Ovada, einen Rotwein mit DOC Status angebaut. Die Beeren der Rebsorten Spätburgunder und/oder Chardonnay dürfen zum Schaumwein Alta Langa verarbeitet werden. Die Rebsorte Barbera wird zum Ausbau des Barbera del Monferrato angebaut.